# Sancho Gracia
Pour les articles homonymes, voir Gracia.
Sancho Gracia (27 septembre 1936 – 8 août 2012) est un acteur et réalisateur espagnol.

## Biographie
Gracia est né et décédé à Madrid, en Espagne. Il commence sa carrière d'acteur à Montevideo, Uruguay, endroit dans lequel il aura vécu entre 1947 jusqu'en 1961. En Uruguay, il a été élève de Margarita Xirgu à l'École multidisciplinaire d'art dramatique. Il fait ses débuts en tant qu'acteur en France dans un film tourné en 1963 intitulé L'Autre Femme avec Annie Girardot. Depuis, il est apparu dans plus de quatre-vingt films notamment dans des films tournés à Hollywood dont L'Appel de la forêt durant les années 1970 et dans le film de 1999 intitulé Outlaw Justice avec Willie Nelson et Kris Kristofferson. Gracia a également tourné en Australie dans une émission télévisée intitulée Runaway Island (1982) et dans le téléfilm Pirates Island (1991). En plus du cinéma et de la télévision, Sancho Gracia a été invité dans de nombreuses séries télévisées espagnoles. Il devient célèbre en Espagne pour avoir interprété le rôle de Curro Jiménez, dans l'émission de télévision du même nom, diffusée sur TVE entre 1976 et 1979. Il a également participé à la nomination aux oscars du film Le Crime du père Amaro en 2002.
En 2003, il est nommé pour le Prix Goya du meilleur acteur pour sa performance dans le film 800 balles (2002). Il succombe le 8 août 2012 à un cancer du poumon.

## Filmographie
- 1962 : Certains l'aiment noire (Vampiresas 1930) de Jesús Franco (non crédité)
- 1964 : L'Autre Femme de François Villiers
- 1965 : Le Serment de Zorro (El Zorro cabalga otra vez)
- 1965 : Le Shérif ne tire pas (El sheriff no dispara) de José Luis Monter et Renato Polselli : Sam
- 1965 : Murieta (Joaquín Murrieta) de George Sherman
- 1967 : La Maison des mille poupées (La casa de las mil muñecas) de Jeremy Summers
- 1969 : Simon Bolivar d'Alessandro Blasetti
- 2010 : L'Enfant loup (Entrelobos) de Gerardo Olivares